# 魔幻手机
《魔幻手机》是中国大陆的一部42集科幻电视连续剧，由作家九年编剧，余明生执导，李滨、舒畅、焦恩俊、刘希媛、谢宁等演员主演，并于2006年开始拍摄，2008年4月8日在中国中央电视台电视剧频道首播。

## 剧情概要
该剧讲述了在2060年，手机拥有时空穿梭、基因重组、利用光能充电等先进的功能，科学家为了实验手机的时空穿梭功能，将它植入到一个名为“傻妞”的人形手机中，让其穿越到唐朝的小西天协助孙悟空制服黄眉。但傻妞的能量即将耗尽，科学家紧急召回傻妞到2060年，但黄眉拉着傻妞衣服不放一同进入了时空穿梭程序，由于能量彻底耗尽本该回到2060年的傻妞与黄眉一起来到了2006年的北京，能量耗尽的傻妞变成了一个小的水晶娃娃遗落到了主人公陆小千的手中，在一次不经意的情况下陆小千将傻妞充电开机，并由此开始展开了一场拯救地球的故事。

## 演员表
| 角色           | 演员   |
| -------------- | ------ |
| 陆小千         | 李滨   |
| 傻妞           | 舒畅   |
| 游所为         | 焦恩俊 |
| 楚楚           | 刘希媛 |
| 黄眉           | 陈创   |
| 化梅           | 洪乙心 |
| 猪八戒         | 谢宁   |
| 孙悟空         | 丁健   |
| 何蓝           | 于珈若 |
| 范总（牛魔王） | 陈明昊 |
| 王天霸         | 王伟光 |
| 小武           | 柳小海 |
| 孙飞燕         | 张倩   |